# Fonctionnement et organisation de l'entreprise
 (juin 2018).
- Si vous ne connaissez pas le sujet, laissez ce bandeau (vous pouvez alors contacter les auteurs).
- Si vous supprimez le contenu mis en cause (vous pouvez préalablement contacter les auteurs),

argumentez précisément cette suppression dans la page de discussion
(un manque de référence n'est pas un argument ; une recherche réelle de référence doit avoir été effectuée, être formellement documentée).
 (décembre 2012).
Si vous disposez d'ouvrages ou d'articles de référence ou si vous connaissez des sites web de qualité traitant du thème abordé ici, merci de compléter l'article en donnant les références utiles à sa vérifiabilité et en les liant à la section « Notes et références ».
Les formes d'organisation (ou structure) d'une entreprise définissent la façon dont est découpé et coordonné le travail au sein d'une entreprise, et le mode de fonctionnement qui en découle. Cette organisation varie considérablement d'une entreprise à l'autre,
Les paramètres qui expliquent cette diversité sont eux-mêmes nombreux et leurs combinaisons multiples justifient les innombrables variantes pratiquées par les organisations :
- Paramètres externes = secteur d'activité et métier, clientèle(s), technologies, filière technico-économique, situation concurrentielle, taille et maturité…
- Paramètres internes = histoire, valeurs et culture, stratégie, avantage concurrentiel, chaine de valeur, processus opérationnels, politiques, structures, moyens, méthodes…

Le mode de fonctionnement est directement issu de l'organisation retenue, qui détermine la ou les lignes de reportage auxquelles est soumis un individu, ainsi que le périmètre des actions attendues de sa part.

## Types d'organisation
Il existe une grande variété de types d'organisation d'entreprise, y compris dans le secteur non marchand, dont les principes d'organisation sont largement assimilables à celles des entreprises : organisations gouvernementales, organisations non gouvernementales, organisation politiques, organisation internationales, forces armées, organisme de bienfaisance, organismes sans but lucratif, coopératives et établissements d'enseignement.
Une organisation hybride (par exemple les sociétés d'économie mixte) est un organisme qui fonctionne à la fois dans le secteur public et le secteur privé, remplissant des fonctions publiques et développant des activités commerciales 
Certaines associations sont composées en tout ou partie de bénévoles. Ces organisations peuvent être en mesure de fonctionner sans formalités légales dans certains pays, selon la juridiction, mais sont le plus souvent encadrées par des lois spécifiques (par exemple loi de 1901 en France). Leurs structures sont allégées mais elles n'échappent pas au cadre légal général par exemple le droit du travail qui concerne leurs salariés.
Concernant les secteurs d'activité, la nomenclature d'activités française (NAF) établie par l'INSEE, distingue 21 grands secteurs. Par souci de cohérence dans les comparaisons internationales, elle a la même structure que la nomenclature d'activités européenne NACE, elle-même dérivée de la nomenclature internationale CITI. Ces 21 "sections" sont numérotées de A à U :
- A	Agriculture, sylviculture et pêche
- B	Industries extractives
- C	Industrie manufacturière
- D	Production et distribution d'électricité, de gaz, de vapeur et d'air conditionné
- E	Production et distribution d'eau ; assainissement, gestion des déchets et dépollution
- F	Construction
- G	Commerce ; réparation d'automobiles et de motocycles
- H	Transports et entreposage
- I	Hébergement et restauration
- J	Information et communication
- K	Activités financières et d'assurance
- L	Activités immobilières
- M	Activités spécialisées, scientifiques et techniques
- N	Activités de services administratifs et de soutien
- O	Administration publique
- P	Enseignement
- Q	Santé humaine et action sociale
- R	Arts, spectacles et activités récréatives
- S	Autres activités de services
- T	Activités des ménages en tant qu'employeurs ; activités des ménages en autoconsommation
- U	Activités extra-territoriales

## Organigramme
Un organigramme est un schéma représentant l'organisation d'une entreprise ou d'un service. 
De façon classique, on représente verticalement le découpage hiérarchique et horizontalement le découpage des activités (exemple de la norme AFNOR d'organigramme, NF Z12-001 de novembre 1973). Son objet est de préciser par une vue d'ensemble la manière dont sont déployées et articulées les diverses ressources de l'entreprise.
L'unité de commandement, selon lequel une même personne ne peut recevoir d'ordre que d'un seul chef, est l'un des principes fondamentaux énoncés au début du XXe siècle par Henri Fayol.
Néanmoins, de plus en plus d'organisations complexes ont abandonné ce principe :
- Les structures dites matricielles et les « adhocraties » voient le jour. Elles permettent, pour les premières, de croiser des responsabilités hiérarchiques (verticales) avec des responsabilités fonctionnelles (horizontales) ou de faire complètement abstraction, dans le second cas, de l’organisation hiérarchiques par grandes directions fonctionnelles.
- L'organigramme ne représente qu'un aspect de l'articulation des responsabilités alors que l'organisation se conçoit aussi en termes de processus et de procédures fonctionnant à l'échelon opérationnel.

### Les structures évolutives
- Organigramme en groupe d'entreprises, combinant une holding tête de groupe et des filiales et sous-filiales, chaque entité étant une société ayant la personnalité juridique et son compte d'exploitation.
- entreprise étendue / maillage d'entreprises en réseau
- Fusions-acquisitions,
- Diversification vs centrage / intégration[6].

## Organisation du travail
L'organisation du travail est traditionnellement basée sur le principe de spécialisation, préconisé par F.W. Taylor. Ce principe, combiné à celui de standardisation a débouché sur une organisation en chaines de production industrielle affectées à un produit donné. L'"organisation scientifique du travail" (OST) prônée par F.W. Taylor repose sur une stricte séparation entre le travail d'exécution et celui de conception et de contrôle et aussi sur une très forte spécialisation des tâches et un salaire au rendement.
L'organisation du travail a évolué avec le toyotisme qui repose sur un travail en équipe, une polyvalence des ouvriers et une coordination horizontale. Elle accompagne un système de production « juste à temps » ou « à flux tendus » qui impose un haut niveau de qualité des produits et des processus productifs. Cette nouvelle organisation, héritée des entreprises japonaises, a été théorisée par le modèle "J" de M. Aoki. Elle se combine à la gestion de la qualité (Total Quality Management) et trouve un prolongement dans la certification d'assurance qualité basée sur un certain nombre de standards internationaux (normes ISO). 
En particulier, les normes ISO 9000 sont des référentiels de « bonnes pratiques de management en matière de qualité », définis par l'organisme international de standardisation (ISO, International Organisation for Standardization) qui aboutissent à une certaine uniformisation des procédures de travail.
À partir de la fin des années 1980 émerge un management transversal basé sur le concept de processus d'affaires. Le principe est de lier horizontalement et par finalité les tâches distribuées entre les différentes fonctions de l'entreprise, pour les concevoir dans leur globalité, et au besoin pour les repenser radicalement.   
L'organisation du travail est fortement affectée de nos jours par le rôle croissant de l'information et le contenu croissant de savoir intégré dans les métiers, ce qui s'accompagne généralement d'une plus grande latitude dans la responsabilité  (ou empowerment) accordée aux salariés disposant de connaissances pointues ou complexes. Le contrôle se fait a posteriori au niveau des résultats obtenus par l'unité ou la personne, selon le principe de la direction par objectifs, lui-même étaye par un système d'information de gestion.

## Les grandes fonctions  de l'entreprise
Ce sont les groupes d'opérations distinguées dès 1916 par Henri Fayol qui en voyait six essentielles : technique, commerciale, financière, de sécurité (rappelons le contexte de sa réflexion : les mines de charbon), de comptabilité, administrative (qui deviendra le management). Elles se sont multipliées et diversifiées : stratégie, recherche et développement, qualité, achats.

## Direction de la stratégie – direction de la recherche et du développement

### Gestion du plan de développement
La direction de la stratégie décide des orientations à long terme de l'entreprise. Elle statue sur les activités de l'organisation – produits et services - qui génèrent le plus de marge, celles qui possèdent le meilleur potentiel de croissance et le minimum de risques.

### Gestion de la politique industrielle
La direction de la stratégie contribue et influence à l'échelle d'un pays, d'une région, ou d’un département, d’une chambre de commerce, la politique industrielle dans son domaine technique.

### Relations avec les organismes de recherche
La direction de la stratégie connaît les organismes de recherche et la politique étatique à l’égard de ces organismes et leur orientation en termes de recherche.
Elle décide de s'associer à des organismes de recherche afin de bénéficier des avancées technologiques qu’ils sont capables de mettre au point.

### Direction de la Recherche et du Développement
« Aujourd’hui, toutes les industries doivent être durables et compétitives pour apporter les biens attendus par les populations. La clé de cette compétitivité et de cette durabilité repose principalement sur  l’innovation et cette innovation est fortement corrélée à la recherche et à la connaissance. » La première mission de la Direction de la Recherche et du Développement (R&D) est donc d’évaluer, d’effectuer ou de faire effectuer toutes recherches présentant un intérêt pour l’entreprise, en fonction des orientations de son plan stratégique et du potentiel applicatif des éléments scientifiques ou technologiques en question.
Une entreprise pourra organiser sa Direction R&D entre une partie moyen-terme consacrée à la mise au point de solutions innovantes et une partie court-terme consacrée à la mise au point et au lancements de produits dans un horizon de temps déterminé (fonction du type d'activité), voire à l'amélioration de produits existants. Certaines sociétés regroupent cet ensemble avec les Méthodes industrielles au sein d'une unique Direction de l'Ingénierie.

## Direction du marketing

### Gestion des clients
La direction du marketing analyse le marché, les produits et services disponibles et ceux qui sont souhaités par les clients. Elle analyse les offres de la concurrence. Elle évalue leur offre future, les dates auxquelles les offres des compétiteurs arriveront sur le marché.
Elle établit une cartographie des clients, ceux qu’elle connaît pour les contrats en cours, ceux qui ont été gagnés par le passé ainsi que les clients potentiels. Elle sait quels sont les futurs appels à offre auxquels il conviendra de répondre. Elle connaît les volumes de produits qui seront commandés pendant les périodes futures (avec une certaine probabilité) ainsi que les montants financiers correspondant.

### Gestion des prospects
La direction du marketing est chargée de créer le besoin chez ses clients. Elle élabore l'offre future en termes de produits ou de services. Elle participe aux conférences où sont présents les concurrents et les clients.
Elle présente dans des avant-premières les offres du futur.
Elle imagine les évolutions futures de son marché. Elle connaît le marché sous ses aspects géographique, géopolitique. Elle étudie les besoins des clients.

### Gestion de la concurrence et des compétiteurs
La direction du marketing connaît les différenciateurs (points forts et faibles) de son offre par rapport aux offres proposées par les concurrents. 
Elle sait quels sont les contrats gagnés par la concurrence et comment cette concurrence est perçue par les clients.
Elle décide des démarches de prospection des nouveaux clients.
citation : « Gère l’ensemble des actions ayant pour objectif de prévoir ou de constater, et le cas échéant, de stimuler, susciter ou renouveler les besoins du consommateur, en telle catégorie de produits et de services, et de réaliser l'adaptation continue de l'appareil productif et de l'appareil commercial d'une entreprise aux besoins ainsi déterminés. »

## Direction commerciale
La fonction commerciale représente, dans l’économie, la fonction qui permet de fournir un produit sur le marché.
Elle consiste à acheter des marchandises pour les revendre.
Elle sert à présenter l’offre finale de marchandises au consommateur.
Elle contribue beaucoup à la valeur ajoutée d’un produit.

### Gestion des situations commerciales
La direction commerciale est responsable de vendre les produits et les services qui sont disponibles ou qui le seront en fonction des projets en cours. 
Elle gère une situation commerciale composée des réponses à appels d'offres, des contrats gagnés et en cours, des contrats terminés, des prospects. Elle évalue les chances de gagner chaque appel d'offres.
Elle gère une situation commerciale avec pour chaque client potentiel, les prises de commandes qu’il peut générer au travers de ses appels d’offres et la probabilité qu’il y a de gagner l’offre ainsi que la période de l’année en cours ou des années futures où cette prise de commande aura lieu.

### Gestion les plans des charges
La direction des plans et charges est responsable de générer les prises de commandes qui assureront la pérennité de l’entreprise et le maintien  du plan de charge et donc du personnel.  
Nota Bene : Si le carnet de commandes ne couvre pas une période prédéfinie dans le futur (par exemple, un carnet de commandes assurant une activité à x % du personnel sur trois années) alors il convient d’entreprendre des actions afin d’ajuster le nombre d’employés au carnet de commandes.

### Gestion du Cash Flow
La direction commerciale est responsable de générer l'argent nécessaire pour payer les salaires, les fournisseurs ainsi que les actionnaires.

## Direction financière - Contrôle de gestion
La direction financière est responsable des équilibres financiers. Elle participe à la détermination des prix de vente. Elle est chargée du calcul des prix de revient. Elle participe à toute forme de décisions relatives aux évolutions de la masse salariale. Elle assure les relations avec les banques et négocie les emprunts à effectuer pour accompagner les développements de l'entreprise. Lorsqu’une vente est effectuée, elle est responsable de placer l'argent pour en obtenir la meilleure rentabilité.
Pour chaque contrat, avant négociation avec le client, elle cadre les plans de cash flow à établir. Ces plans de cash définissent les grands rendez-vous entre la direction du projet et le client afin de formaliser les acceptations formelles des produits ou des services, afin d'être en mesure d’envoyer les factures et de faire rentrer le cash afin de payer les fournisseurs, les actionnaires et les salaires sans avoir recours au crédit.
Elle est responsable de la rétribution de l'actionnaire, du remboursement des prêts, du paiement des salaires, du paiement des charges (loyer, entretien, ressources, etc.), du paiement des fournisseurs.
La Direction financière dispose aussi d'un service de contrôle de gestion dédié à l'administration des dépenses internes de la Société, depuis l'établissement des budgets jusqu’au contrôle des dépenses et à la compréhension des écarts par rapport au budget. C'est un outil-clé de maîtrise des coûts internes de l'entreprise.

## Direction industrielle - direction des projets
- Dans les sociétés livrant des équipements lourds, la direction industrielle est responsable d’établir le prix de revient de l’offre et du service. Lorsque le contrat est gagné, elle est responsable de tenir le prix de revient annoncé. Le prix de revient ainsi que le délai de livraison sont des estimations. À chaque estimation est associée une probabilité de tenir cette estimation. Si lors du déroulement du contrat, le prix de revient est dépassé, cela signifie que l’affaire ne fera pas la marge escomptée et donc que l’entreprise devra avoir recours au crédit.
- Dans les sociétés de biens de consommation, une Direction des Études est traditionnellement chargée de définir et de mettre au point les produits, puis une Direction des Méthodes chargée de définir et de mettre au point les outillages et processus de travail détaillés, et une Direction industrielle chargée de les mettre en œuvre en garantissant les délais de livraison, la qualité du produit livrés, son prix de revient ainsi que la maintenance et l'amélioration permanente des installations de production et des processus de travail. Dans certains cas, l'ingénierie simultanée a conduit à la fusion des Directions des Études et des Méthodes au sein d'une Direction de l'Ingénierie. Une Direction des Projets peut alors y être également rattachée.

### Direction des Projets
La gestion par projets, mise en place par Renault par exemple en 1992 à l'occasion du projet X06 (dont le nom commercial sera « Twingo »), est une innovation importante dans l'organisation de l'entreprise. « L'équipe projet ne fait pas, elle fait faire : elle ne comprend qu'une quinzaine de personnes alors que la conception en mobilise des centaines, réparties dans des métiers différents, à l'intérieur et à l'extérieur de l'entreprise. Les hommes projet bousculent au besoin les habitudes et les valeurs des hommes métiers au nom de la recherche du meilleur compromis pour le projet. »

### Gestion de l'offre et de sa qualité
- Cas des équipements lourds : la direction industrielle est responsable de la qualité de l'offre. Elle est responsable de la mise sur le marché en temps et heure de l'offre de produit et de service. (Nota Bene : Si un produit arrive sur le marché après la période la plus propice à sa commercialisation, ce retard peut pénaliser sa diffusion et entraîner des pertes. Si un produit arrive après un produit similaire offert par la concurrence, l’entreprise peut perdre des clients qui se décideront pour un autre fournisseur en pensant que les retards de livraison ne sont plus sous contrôle.) La direction industrielle est responsable de maintenir l'offre produit et services au niveau de qualité choisi, pour le prix de revient décidé.
- Dans des biens de consommation : la Direction industrielle est chargée de mettre en œuvre les méthodes définies par la Direction des Méthodes ou par la Direction de l'Ingénierie, en garantissant les délais de livraisons, la conformité des produits livrés aux définitions officialisées par la Direction des Études ou par la Direction de l'Ingénierie, leur qualité, leur prix de revient ainsi que la maintenance et l'amélioration permanente des sites de production, des machines et installations de production et des processus de travail.

### Gestion des jalons de livraison
- Pour des offres développées sur mesure, la direction industrielle est responsable de la tenue des jalons, responsable de la marge sur le produit fourni sur mesure. Si un jalon n’est pas tenu, l’acceptation ne peut être signée et donc la facturation sera décalée dans le temps ce qui entrainera des frais financiers pour couvrir les besoins en masse salariale et en paiement des fournisseurs.
- Dans des biens de consommation, les projets sont jalonnés afin d'assurer le « time to market » mais ce sont aussi les délais de livraison des produits pendant la phase de production à forte cadence qui font l'objet d'une suivi par la Direction industrielle ou par une Direction logistique, sous la pression de la Direction commerciale, responsable du délai de livraison au client final.

## Direction des ressources humaines

### Gestion du personnel et des compétences
La direction des ressources humaines gère les compétences et les connaissances des employés de l'entreprise de manière prévisionnelle, intégrant sa connaissance de l'âge moyen du personnel par catégorie et par département, les prévisions de départs en retraite ou autres (démissions…) et les besoins prévisionnels de l'entreprise qui peuvent parfois être très évolutifs.

### Politique de rémunération
La direction des ressources humaines propose une politique de rémunération basée sur son analyse de la concurrence, des besoins en évolution de carrière des salariés et des données économiques internes autant qu’exogènes. Après validation par la Direction générale, elle en assure la mise en œuvre, fournissant aux responsables hiérarchiques les éléments chiffrés nécessaires et contrôlant la conformité des propositions de la hiérarchie par rapport à la politique décidée.

### Gestion des formations
La direction des ressources humaines décide des formations stratégiques de manière à respecter les  orientations à long terme de la direction de la stratégie.
Elle établit avec la Direction Industrielle les besoins (permanents) en formation pour supporter les projets.

### Relations avec les écoles et les universités
La direction des ressources humaines détermine ses besoins en matière de main d'œuvre pour ses activités futures. Elle se fait connaitre auprès des établissements sous couvert des rectorats et des doyens pour recruter les compétences dont elle a besoin. Elle établit parfois des protocoles avec les établissements scolaires d'enseignement technique pour définir le projet pédagogique orienté vers les besoins du bassin d'emploi.

### Relations avec les syndicats
La direction des ressources humaines participe à la gestion du dialogue avec les représentants des syndicats. Elle gère en partenariat avec eux les évolutions de carrières. Elle détermine à travers le dialogue syndical la gestion prévisionnelle des embauches ou des plans d’adaptation des effectifs à la conjoncture et aux évolutions des orientations industrielles de l'entreprise.

## Direction des achats
La direction des achats gère une base de fournisseurs. Elle évalue leurs capacités et leur savoir-faire sur le plan de la qualité, des prix et du délai de livraison. À chaque attribut d’une offre « théorique » établie par un fournisseur, la Direction des Achats attache une incertitude et un niveau de confiance.
Elle développe et soutient ses fournisseurs stratégiques. Elle définit les contrats cadre qui privilégient certains fournisseurs avec lesquels elle s’engage à passer des contrats récurrents de façon à assurer leur pérennité et leur croissance.

### Make or Buy
La direction des achats participe aux décisions concernant la part des produits ou des services qu’il convient d’élaborer en interne, de la part des fournitures qu’il convient de sous traiter.

### Gestion des ressources
La direction des achats établit et maintient un état le flux des ressources nécessaires à la production. Elle fait jouer la concurrence entre les différents fournisseurs. Elle évite toutes les situations susceptibles de créer des risques systémiques. Elle est responsable du bon emploi des ressources allouées à cette gestion.

### Gestion des stocks
La direction des achats gère les stocks de l'entreprise. Chaque élément du stock ayant un coût, elle s’assure de la conservation des stocks dans le ratio d’amortissement déterminé par la stratégie industrielle de l'entreprise.

## Direction juridique
La direction juridique connaît les lois et les règles en vigueur dans le ou les pays dans lesquels opère l’entreprise afin d'établir selon les lois en vigueur les contrats internationaux. Elle étudie les contrats des fournisseurs et des partenaires afin d'en actualiser le cadre d'emploi. Elle gère les différends avec les employés, les clients et les fournisseurs ainsi que ceux qui peuvent surgir avec les syndicats.